# Saint-Léger, Pas-de-Calais
Saint-Léger är en kommun i departementet Pas-de-Calais i regionen Hauts-de-France i norra Frankrike. Kommunen ligger i kantonen Croisilles som tillhör arrondissementet Arras. År 2022 hade Saint-Léger 527 invånare.

## Befolkningsutveckling
Antalet invånare i kommunen Saint-Léger
| Referens: INSEE |